# Larry Long
Larry Long, né en 1951 à Des Moines (Iowa), est un auteur-compositeur-interprète américain. Son association à but non lucratif Community Celebration of Place encourage le développement communautaire à travers la musique et les histoires intergénérationnelles. Il habite à Minneapolis (Minnesota).

## Un troubadour américain
Le travail de Larry Long prend racine dans la tradition des troubadours. Au fil de sa carrière, il a écrit et chanté des centaines de balades célébrant les fondateurs de communautés et les personnages marquants de l'histoire. Il chanta pour Rosa Parks au 45e anniversaire du Boycott des bus de Montgomery et organisa le Mississippi river Revival (Renaissance de la rivière Mississippi), une campagne de dix années pour nettoyer la rivière Mississippi. En 1989, il organisa, dans sa ville natale, le premier hommage à Woody Guthrie à Okemah (Oklahoma), qui aujourd'hui est devenu un festival folk annuel le Woody Guthrie Folk Festival (en) avec une gamme d'artistes connus et montants.
Sous le label Smithsonian Folkways, Larry Long a chanté dans de nombreux concerts et festivals à travers les États-Unis et le monde. En mai 2009, il chanta au Madison Square Garden avec Joan Baez et d'autres pour le 90e anniversaire de Pete Seeger. PBS diffusa le concert au niveau national à travers son émission Great Performances.

## La Sagesse des anciens, chansons d'enfants
En 1989, alors qu'il travaille dans l'Alabama avec les communautés, Larry Long créa un programme intergénérationnel appelé La Sagesse des anciens, chansons d'enfants. Ce programme permet aux anciennes générations de passer du temps dans des petites classes et de partager l'histoire de leur vie. Basées sur ces histoires, les enfants créent des chansons et travaux lyriques qui célèbrent les diverses, et souvent méconnues, histoires des fondateurs de leur communauté.
Larry Long organisa la Community Celebration of Place, une association à but non lucratif engagée dans la création de communauté intergénérationnelle et interculturelle. Avec Community Celebration of Place, Larry Long organisa des douzaines de collaborations avec des écoles-communautaires au Minnesota et à travers le pays. Avec les recueils de chansons et les CD, Larry Long a enregistré les histoires et musiques créés à partir de ces collaborations.

## Récompenses
Larry Long a reçu de nombreuses récompenses incluant le Bush Artist Fellowship (en) (1995), le Pope John XIII (2001, université Viterbo) et le Spirit of Crazy Horse (2002, Reclaiming Youth International).

## Discographie (partielle)
- It Takes a Lot of People (1989, Flying Fish Records).

Okemah, Oklahoma's first hometown tribute for Woody Guthrie.
- Troubadour (1993, Flying Fish Records)

Featuring a live concert and field records from throughout the United States.
- Living in a Rich Man's World (1995, Rounder/Atomic Theory Recordings).

Anthology of Larry Long's work from 1976-1995.
- The Psalms (1992, Stellar Records).

Original works inspired by the Psalms.
- Hauling Freight, No Fences (1995, produced with Barry Kimm).

Documentary /music video.
- Here I Stand, Elders' Wisdom, Children's Song (1997, Smithsonian Folkways).

Features original works and field recordings with youth and elders from rural Alabama.
- Run For Freedom (1997, Flying Fish Records, produced by Marian Moore).

Songs from Long's work with children of the Lakota Nation.
- Sweet Thunder (1997, Flying Fish Records, produced with Billy Peterson).

Integrates music and spoken word with themes and stories from Dakota traditions.
- Well May the World Go (2000, Smithsonian Folkways)

Long is joined by a distinguished cast of fellow musicians to honor the immigrant cultures of the United States
- I Will Be Your Friend: Songs and Activities for Young Peacemakers (2006).

A CD with accompanying activity book distributed by the Teaching Tolerance Program of the Southern Poverty Law Center.
- Don’t Stand Still (2011, Cereus Records)

## Recueils de chansons (partiel)
- New Folk Favorites (Hal Leonard Publishing).
- Elders' Wisdom, Children's Song Guidebook (Sing-Out Publishing, 1999).
- I Will Be Your Friend: Songs and Activities For Young Peacemakers (Southern Poverty Law Center, 2003).
- Be Kind to All That Live: Elders' Wisdom, Children's Song. Songbook, Volume 1 (Community Celebration of Place, 2006)
- Just Be Who You Are: Elders' Wisdom, Children's Song. Songbook, Volume II (Community Celebration of Place, 2008)

## Sources
- "Signing Out for Social Change," and "Larry Long, Pope County Blues," p. 292 and 295 from Northern Lights: Stories of Minnesota’s Past, Jim Kenney. Minnesota Historical Society Press. 2003
- Deep Community: Adventures in the Modern Folk Underground, Scott Alarik, p. 131. Black Wolf Press. 2003
- "Four Part Harmony" p. 50-53 from The Compassionate Rebel: Energized by Anger, Motivated by Love, Bert E. Barlowe, p. 50-53. Triangle Park Creative Press. 2002
- Powerline: the First Battle of American’s Energy War, Senator Paul Wellstone and Barry M. Caspar, p. 24. University of Massachusetts Press. 1983
- "Mississippi River Revival," p. 319–330, by Sandra Grue, from Ringing in the Wilderness: The North Country Anvil, edited by Rhoda Gilman. Holly Cow! Press Press. 1995
- Featured interview with Larry Long, Sing Out! Magazine, V.33. No. 4, Summer 1988
- Consequential Learning: A Public Approach to Better Schools, Jack Shelton, p. 91–100, New South Books. 2005
- Blue Guitar Highways, Paul Mesta, p. 236–237. University of Minnesota Press. 2011